# آی‌کیو (گروه موسیقی)
آی‌کیو (به انگلیسی: IQ) یک گروه موسیقی نئو-پراگرسیو راک انگلیسی است که در دهه ۱۹۸۰ تشکیل شد و به عنوان یکی از پیشگامان این سبک موسیقی شناخته می‌شود. آی‌کیو با آثاری پر از پیچیدگی موسیقی، ترکیب‌های نوآورانه، و تکنیک‌های نوازندگی پیشرفته، به عنوان یکی از گروه‌های معتبر و محبوب در دنیای موسیقی پراگرسیو راک شناخته می‌شود.
تاریخچهٔ گروه آی‌کیو به دهه ۱۹۸۰ بازمی‌گردد و در ابتدا با تشکیل اعضای آی‌کیو همچون پیتر نیکولز (کیبورد)، مایک هولمز (گیتار)، مارتین اورفورد (درامز)، جان جاکسون (باس) و پائول کوک (وکال) آغاز شد. آی‌کیو از زمان تأسیسش تا به امروز مجموعه‌ای از آلبوم‌های استودیویی را منتشر کرده‌است که هر یک از آنها به عنوان یک نمونه از پیچیدگی‌ها و نوآوری‌های موسیقی پراگرسیو راک شناخته می‌شوند.
آلبوم اول گروه آی‌کیو به نام "Tales From the Lush Attic" در سال ۱۹۸۳ منتشر شد و توانست نظرات مثبت منتقدان و طرفداران را به خود جلب کند. این آلبوم با ترکیب اجراهای زنده و ضبط‌های استودیویی، دستاوردهای بزرگی را به دنیای موسیقی پراگرسیو اضافه کرد.
در طول سال‌ها، آی‌کیو به تغییراتی در اعضا خود پیش پایان داده‌است. این تغییرات به آلبوم‌ها و سبک موسیقی گروه تأثیر نداده و آی‌کیو به عنوان یکی از نخستین گروه‌های پراگرسیو راک به خوانندگان پایداری و کیفیت خود ادامه داده‌است.
موسیقی آی‌کیو به‌طور عمده به عنوان پراگرسیو راک شناخته می‌شود که در آن ترکیب‌های مختلفی از المان‌های موسیقی کلاسیک، راک، الکترونیک و غیره به کار برده می‌شود. آهنگسازی پیچیده‌ای که شامل تغییرات دینامیکی، موسیقی آکوستیک و الکترونیک، و تنوع در ساختار قطعات است، مهارت‌های موسیقایی بالا و تجربهٔ گوش دهندگان را به چالش می‌کشد.
مقالات دربارهٔ گروه آی‌کیو به‌طور معمول بررسی تکنیک‌های نوازندگی اعضا، تأثیرات آنها بر موسیقی پراگرسیو راک، تغییرات اعضا و تکامل سبک گروه، و تحلیل آلبوم‌ها و اجراهای زنده‌شان را در بر می‌گیرد. همچنین، ارتباطات آی‌کیو با سایر گروه‌ها و تأثیر آنها بر صحنهٔ موسیقی پراگرسیو نیز به‌طور معمول در مقالات مورد بررسی قرار می‌گیرد.

## اعضا
اعضای کنونی
- مایک هلمز – گیتار، کیبورد (۱۹۸۱–اکنون)، بک وکال (۲۰۱۱–اکنون)
- پیتر نیکولز - خواننده اصلی و پشتیبان (۱۹۸۱–۱۹۸۵، ۱۹۹۰ تا کنون)
- تیم عیسو – گیتار باس، پدال‌های بیس (۱۹۸۱–۱۹۸۹، ۲۰۱۱–اکنون)، بک‌آواز (۲۰۱۱–اکنون)
- پل کوک – درام (۱۹۸۲–۲۰۰۵، ۲۰۰۹–اکنون)
- نیل دورانت – کیبورد (۲۰۱۰–تاکنون)

اعضای سابق
- مارتین اورفورد – کیبورد، بک وکال (۱۹۸۱–۲۰۰۷)
- مارک ریدوت – درامز (۱۹۸۱–۱۹۸۲)
- پل منل – خواننده (۱۹۸۵–۱۹۸۹)
- Les 'Ledge' Marshall – گیتار باس (۱۹۸۹–۱۹۹۱)
- جان جوویت – گیتار باس، بک خوان (۱۹۹۱–۲۰۱۱)
- اندی ادواردز – درامز (۲۰۰۵–۲۰۰۹)
- مارک وست ورث – کیبورد (۲۰۰۷–۲۰۱۰)

### ترکیب‌ها
NB bold = تغییر ترکیب. * = عضو گروه بازگشته

## دیسکوگرافی
| - Seven Stories into Eight (1982 demo cassette) - Tales from the Lush Attic (1983) - The Wake (1985) - Nomzamo (1987) - Are You Sitting Comfortably? (1989) - Ever (1993) - Subterranea (1997) - Seven Stories into '98 (1998) - The Seventh House (2000) - Dark Matter (2004) - Frequency (2009) - The Road of Bones (2014) - The Archive Collection: Tales from a Dark Christmas (2017) - Resistance (2019) - Nine in a Pond is Here (1985) ("official bootleg" of demos etc. , CD version is abridged) - The Lost Attic (1999) (rarities) - Limited edition Frequency Tour CD 1 (2008) (rarities and live tracks) - Limited edition Frequency Tour CD 2 (2008) (rarities and live tracks) - The Archive Collection (2022) (all archive releases from 2003 to 2017 - plus) | - Living Proof (1986) - J'ai Pollette d'Arnu (1991) (b-sides and live tracks) - Forever Live (1996) - Subterranea: The Concert (2000) - The Archive Collection: IQ20 (2003) ("official bootleg" of live concert) - The Wake: Live at De Boerderij (2010) - The Archive Collection: IQ30 (2012) ("official bootleg" of live concert) - The Archive Collection: Live on The Road of Bones (2016) - The Archive Collection: A Show of Resistance (2020) - The Archive Collection #11: IQ40 - Forty years of Prog Nonsense (2022) ("official bootleg" of live concert) - Forever Live (VHS/CD set 1996, DVD set 2007) - Subterranea: The Concert (DVD, 2000) - IQ20 - The Twentieth Anniversary Show (DVD 2004) - Live from London (DVD, recorded 13 May 1985 in London, 2005) - IQ Stage (DVD, 2006) - Forever Live (DVD, 2007) - The Wake in Concert (DVD, 2010) - Scrape Across the Sky (Blu-ray, 2017) - Live Like This (Blu-ray, 2021) - "Barbell Is In" (1984) - "Corners" (1985) - "Passing Strangers" (1987) - "Promises (As the Years Go By)" (1987) - "Sold on You" (1989) |